# Dusona rufator
Dusona rufator là một loài tò vò trong họ Ichneumonidae.